# Volare Airlines (Ukraine)
Pour les articles homonymes, voir Volare (homonymie).
Ne pas confondre avec la compagnie italienne homonyme : Volare Web.
Volare Airlines, en russe Авиакомпания ЗАО Авиакомпания Воларе, (code AITA : -, code OACI : VRE) est une compagnie aérienne ukrainienne, spécialisée dans le fret. Elle a été interdite de vol dans l'Union européenne le 28 juin 2007, en raison d'une sécurité jugée insuffisante.

## Flotte
La flotte comprend douze avions :
- cinq IL-76 cargo (48 t) ;
- six AN-12 cargo (20 t) ;
- un LET-410UVP (1,3 t ou 15 passagers)